# 이마놀 알과실
이마놀 알과실 바레네체아(스페인어: Imanol Alguacil Barrenetxea, 바스크 지방 오리오 ~)는 선수 시절 줄여서 이마놀(스페인어: Imanol)로 알려진 스페인의 전 축구 선수로, 현역 시절 우측 수비수로 활약한 레알 소시에다드의 현 감독이다.
그는 9년에 걸쳐 레알 소시에다드와 비야레알 소속으로 라 리가 121경기에 출전하여 8골을 기록하였다. 그는 2014년을 기점으로 감독으로 전향하였는데, 레알 소시에다드 B에서 4번의 임기를 맡은 뒤 2018년 봄에 잠시 레알 소시에다드 1군 감독이 되었는데, 그는 같은 해 연말에 또다시 1군의 감독으로 취임하였다.

## 선수 경력
이마놀은 바스크 지방 기푸스코아 주 오리오 사람으로, 레알 소시에다드 유소년부를 졸업하였다. 그의 2군으로서 성인 무대 첫 발을 디디고 세군다 디비시온 B에서 2년 동안 활약하였다.
1990년 9월 29일, 이마놀은 1-2로 패한 레알 오비에도와의 원정 경기에서 90분을 모두 소화하여 1군이자 라 리가 신고식을 치렀다. 그는 1991년 여름에 1군 승격을 확정지었고, 이후 주전으로 자주 출전 기회를 잡았다.
이마놀은 1992년 9월 20일, 알바세테 발롬피에와의 원정 경기에서 첫 프로 무대 득점을 올렸는데, 레알 소시에다드는 그의 선제골에 힘입어 2-1 승리를 기록했다. 그는 아노에타에서 보낸 마지막 해에 부상으로 자주 출전하지 못하였고, 1998년에 그 시즌 4경기 출전에 그친 채 산 세바스티안을 떠났다.
이후, 이마놀은 또다른 1부 리그 구단인 비야레알에 입단하여 간간히 출전하였고, 시즌은 강등의 비극으로 끝났다. 이마놀은 2000년에 1부 리그 복귀를 이룩하고 방출되었고, 세군다 디비시온의 하엔으로 이적하였다.
이후, 이마놀은 3부 리그의 카르타헤나와 부르고스에서 현역 생활을 이어나갔다. 그는 2003년에 후자의 구단에서 32세의 나이로 현역 은퇴를 선언하였다.

## 감독 경력
2011년 7월 26일, 이마놀은 친정 구단 레알 소시에다드로 복귀해 유소년부의 지도를 맡게 되었다. 2013년 6월 17일, 그는 아시에르 산타나를 보좌할 2군 수석 코치로 명명되었고, 2014년 11월에 하고바 아라사테 1군 감독이 해임되면서 산타나 감독을 계속해서 1군에서 보좌했다.
2014년 11월에 데이비드 모이스 감독이 취임하면서, 이마놀은 1군 감독진에 이름을 올렸지만, 그 달 말에 2군의 감독으로 이직하게 되었다. 2018년 3월 19일, 그는 해임된 에우세비오 사크리스탄 감독의 바통을 이어받아 시즌 말까지 1군의 감독을 맡게 되었다.
2018년 여름, 이마놀은 2군 감독을 다시 맡게 되면서 아시에르 가리타노가 1군 감독을 맡게 되었지만, 같은 해 12월에 성적 부진으로 가리타노 감독이 해임되면서, 이마놀은 1군 감독으로 정식 취임하였다. 소속 구단이 2019-20 시즌에서 인상적인 성과를 거두면서, 알과실은 1년 연장 계약을 체결했다.
2021년 4월 3일, 알과실은 바스크 경쟁 구단 아틀레틱 빌바오와의 2020년 코파 델 레이 결승전에서(스페인의 코로나19 범유행으로 1년 연기) 1-0 승리를 거두면서 1987년 이래 에레알라의 첫 우승을 이끌었다. 알과실 감독은 경기 후 기자회견에서 유니폼과 스카프를 착용하고 기쁨의 연호를 했다.

## 감독 통계
2021년 4월 11일 기준
| 구단              | 국적   | 취임             | 해임             | 기록 | 기록 | 기록 | 기록 | 기록 | 기록 | 기록 | 기록   | 주     |
| 구단              | 국적   | 취임             | 해임             | 전   | 승   | 무   | 패   | 득   | 실   | 차   | 율 %   | 주     |
| ----------------- | ------ | ---------------- | ---------------- | ---- | ---- | ---- | ---- | ---- | ---- | ---- | ------ | ------ |
| 레알 소시에다드 B | 스페인 | 2014년 11월 28일 | 2018년 3월 19일  | 130  | 52   | 40   | 38   | 176  | 146  | +30  | 040.00 | [ 15 ] |
| 레알 소시에다드   | 스페인 | 2018년 3월 19일  | 2018년 5월 24일  | 9    | 5    | 1    | 3    | 15   | 7    | +8   | 055.56 | [ 16 ] |
| 레알 소시에다드 B | 스페인 | 2018년 5월 27일  | 2018년 12월 26일 | 18   | 6    | 5    | 7    | 23   | 20   | +3   | 033.33 | [ 17 ] |
| 레알 소시에다드   | 스페인 | 2018년 12월 26일 | 현임             | 110  | 47   | 33   | 30   | 166  | 124  | +42  | 042.73 | [ 18 ] |
| 합계              | 합계   | 합계             | 합계             | 267  | 110  | 79   | 78   | 380  | 297  | +83  | 40.21  | —      |

## 수상

### 감독

#### 레알 소시에다드
- 코파 델 레이: 2019–20[19]

#### 개인
- 마르카 올해의 라리가 감독 : 2022-23